# La Victoria (paroisse civile)
Pour les articles homonymes, voir La Victoria.
La Victoria est l'une des trois paroisses civiles de la municipalité de Valmore Rodríguez dans l'État de Zulia au Venezuela. Sa capitale est Bachaquero.